# Орли (гміна)
Гміна Орли (пол. Gmina Orły) — сільська гміна у східній Польщі. Належить до Перемишльського повіту Підкарпатського воєводства.
Станом на 31 грудня 2011 у гміні проживало 8696 осіб.

## Площа
Згідно з даними за 2007 рік площа гміни становила 70.11 км², у тому числі:
- орні землі: 88.00%
- ліси: 2.00%

Таким чином, площа гміни становить 5.78% площі повіту.

## Населення
Станом на 31 грудня 2011:
| Опис     | Загалом | Загалом | Чоловіки | Чоловіки | Жінки | Жінки |
| -------- | ------- | ------- | -------- | -------- | ----- | ----- |
| одиниця  | осіб    | %       | осіб     | %        | осіб  | %     |
| все      | 8696    | 100     | 4356     | 50.09    | 4340  | 49.91 |
| міське   | 0       | 100     | 0        |          | 0     |       |
| сільське | 8696    | 100     | 4356     | 50.09    | 4340  | 49.91 |

## Солтиства
- Чемеровичі (пол. Ciemięrzowice),
- Дрогоїв (пол. Drohojów),
- Дуньковички (пол. Duńkowiczki),
- Гнатковичі (пол. Hnatkowice),
- Кашичі (пол. Kaszyce),
- Малковичі (пол. Małkowice),
- Низини (пол. Niziny),
- Ольшинка (пол. Olszynka),
- Орли (пол. Orły),
- Трійчичі (пол. Trójczyce),
- Вацлавичі (пол. Wacławice),
- Валява (пол. Walawa),
- Задуброва (пол. Zadąbrowie).

##### Поселення
- Колонія (пол. Kolonia),
- Мордовня (пол. Mordownia).

## Сусідні гміни
Гміна Орли межує з такими гмінами: Журавиця, Радимно, Стубно, Хлопиці.